# 수풀이끼과
수풀이끼과(Hylocomiaceae)는 털깃털이끼목에 속하는 이끼과의 하나이다. 큰비룡수풀이끼와 활수풀이끼, 비룡수풀이끼, 수풀이끼, 큰겉굵은이끼, 아기겉굵은이끼 등을 포함하고 있다.

## 하위 속
- Ctenidium
- Hylocomiastrum
- 수풀이끼속 (Hylocomium)
- Leptocladiella
- Leptohymenium
- Loeskeobryum
- Macrothamnium
- Meteoriella
- Neodolichomitra
- Orontobryum
- Pleurozium
- Puiggariopsis
- 겉굵은이끼속 (Rhytidiadelphus)
- Rhytidiopsis
- Schofieldiella